# 마티 슈프림
"마티 슈프림"(영어: Marty Supreme)은 2025년 개봉 예정인 미국의 스포츠 드라마 영화이다. 조시 사프디가 감독과 공동각본을 맡았다. 탁수선수 마티 라이스먼의 삶을 다룬 작품이다.